# Chinese Portrait
Pour plus de détails, voir Fiche technique et Distribution.
Chinese Portrait est un film chinois réalisé par Wang Xiaoshuai et sorti en 2018.

## Synopsis
À partir de documents tournés au cours des années 2010, portrait de la Chine contemporaine.

## Fiche technique
- Titre : Chinese Portrait
- Réalisation : Wang Xiaoshuai
- Scénario : Wang Xiaoshuai
- Photographie : Wu Di, Zeng Hui, Piao Xinghai
- Son : Valérie Loiseleux
- Mixage : Mikaël Barre
- Montage : Valérie Loiseleux
- Pays d'origine : Chine
- Format : Couleurs - 35 mm
- Genre : documentaire
- Durée : 79 minutes
- Dates de sortie : 
  - Corée du Sud - octobre 2018[1]
  - USA - 13 décembre 2019[2]

## Sélections
- Festival international du film de Busan 2018[3]
- Copenhagen international documentary film festival 2019
- Luxembourg City Film Festival 2019